# Білопіль (Шепетівський район)
Білопі́ль — село в Україні, у Ленковецькій сільській територіальній громаді Шепетівського району Хмельницької області. Населення становить близько 350 осіб.

## Географія
Селом протікає річка Безіменна, ліва притока Хомори.

## Історія
У 1906 році село Грицівської волості Ізяславського повіту Волинської губернії. Відстань від повітового міста 20 верст, від волості 12. Дворів 164, мешканців 704.
7 (20) листопада 1917 року, відповідно до Третього Універсалу Української Центральної Ради, увійшло до складу Української Народної Республіки.

## Населення

### Мова
Розподіл населення за рідною мовою за даними перепису 2001 року:
| Мова            | Кількість | Відсоток |
| --------------- | --------- | -------- |
| українська      | 443       | 96.30%   |
| російська       | 16        | 3.48%    |
| інші/не вказали | 1         | 0.22%    |
| Усього          | 460       | 100%     |

## Люди
- Колос Михайло Іванович (1953, Білопіль) — кандидат юридичних наук, доцент, викладач, суддя Конституційного суду України, заслужений юрист України.